# Borowy Młyn (osada w województwie kujawsko-pomorskim)
Borowy Młyn – osada kociewska w Polsce położona w województwie kujawsko-pomorskim, w powiecie świeckim, w gminie Warlubie, nad Mątawą i przy trasie drogi wojewódzkiej nr 238.
W latach 1975–1998 miejscowość należała administracyjnie do województwa bydgoskiego.